# Toga (kleding in moderne tijd)

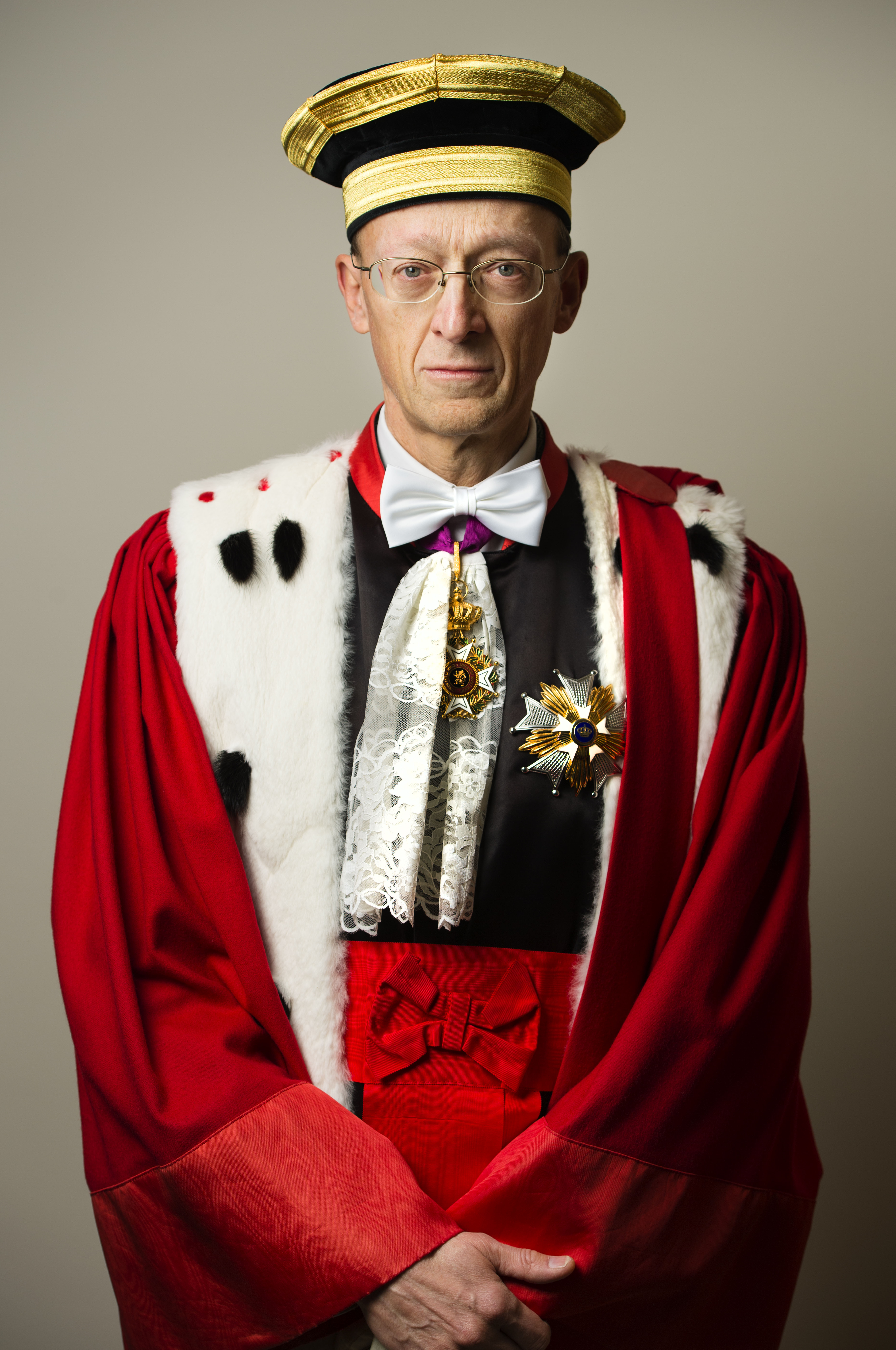
1e Voorzitter van het Hof van Cassatie; ridder Jean de Codt, met rode toga met hermelijn en bef.

Een toga, soms ook tabbaard  genoemd, is een wijd, lang gewaad dat gedragen wordt door kerkelijke of wereldlijke hoogwaardigheidsbekleders. Deze ceremoniële kledij benadrukt hun waardigheid en hun ambt.
De tabbaard (of tabbert of tabberd) of toga werd vroeger door mannen als een soort kamerjas over hun kleding gedragen en werd daarbij vaak afgezet met randen bont. Het lange gewaad met de wijd uitlopende onderrok die in die tijd door vrouwen werd gedragen werd ook tabbaard genoemd. Het woord verwerd later tot een algemeen woord voor alle soorten lang uitlopende wijde gewaden, zoals dat van Sinterklaas.

## Kerkelijke toga's

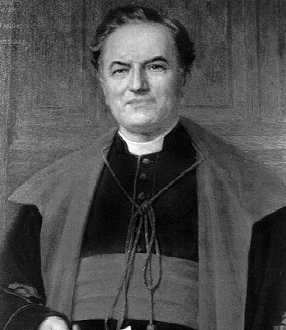
Leuvens rector Ladeuze, tevens titulair bisschop

### Protestantse Kerken
Ruim ambtsgewaad met wijde mouwen. In de protestantse kerken is de toga geen algemene, maar nog wel veel voorkomende dracht van de dominee. 
Ten tijde van de Reformatie werden de misgewaden van de predikanten afgeschaft. Door de grote hervormers als Huldrych Zwingli, Maarten Luther en Johannes Calvijn werd de toga gedragen: niet als ambtsgewaad, maar als het kleed der geleerden. De Hervormde synode beval in 1854 het gebruik van toga (met witte bef en baret) aan. Daarbij sprak men uitdrukkelijk uit dat het niet ging om een kerkelijk ambtsgewaad. De toga moest gezien worden als het keurige kleed van de professoren, rechters en advocaten en nu ook van de dominees.

## Universitaire toga's
Hoogleraren en de pedel dragen een toga tijdens ceremoniële gelegenheden, bijvoorbeeld bij een promotie of bij de opening van het academisch jaar. Deze toga's verschillen in Nederland tussen de universiteiten qua vorm en kleur. In sommige gevallen zijn ook universitaire hoofddocenten met promotierecht gerechtigd een toga te dragen.
Aan de Belgische universiteiten bestaan verschillende soorten toga's.  Zo is de kleur van de afboording afhankelijk van de faculteit. De afboording van een hoogleraar in de Letteren is bijvoorbeeld  maïskleurig en die van een hoogleraar Farmacie mauve. Rectoren dragen een brede rode afzoming en ere-rectoren een smallere versie ervan.
De naam Noblesse de Robe voor de ambtsadel is ontleend aan de toga die personen die daartoe behoorden droegen op grond van hun universitaire opleiding.

## Juridische toga's

### In Nederland

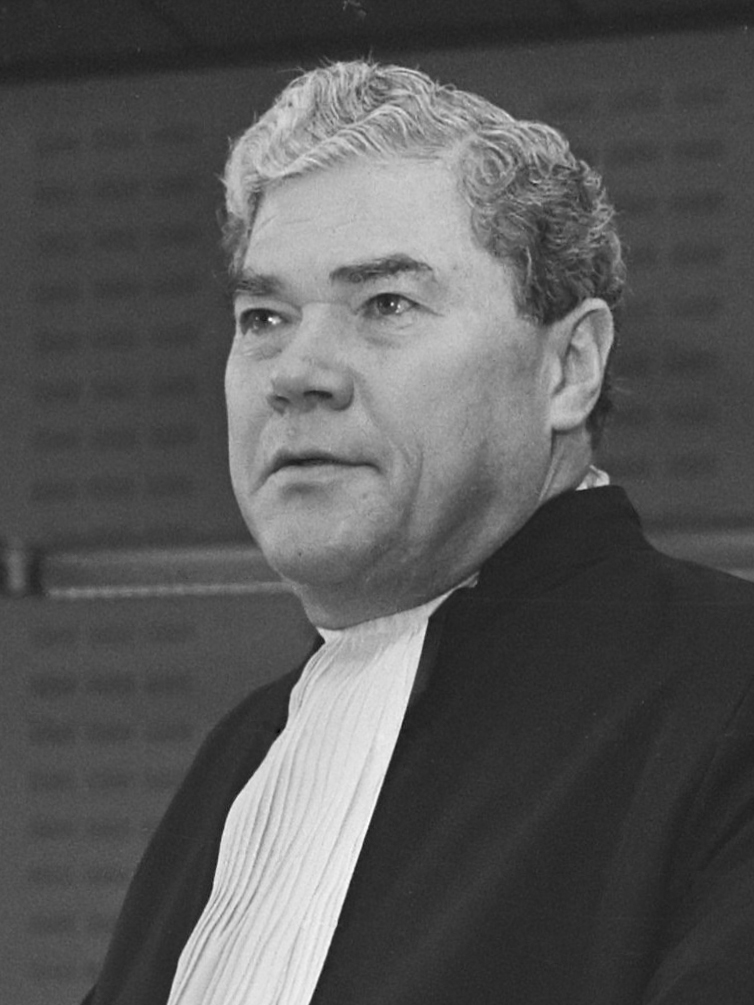
Advocaat Janssen van Raaij in toga

Rechters, officieren van justitie, de griffiers en advocaten dragen in de rechtszaal ieder een toga met witte bef tijdens een rechtszitting. Dat is hoofdzakelijk te danken aan Napoleon, die in zijn wetten en decreten minutieus voorschreef, hoe de rechterlijke ambtenaren en advocaten zich dienden te kleden. De toga dient hier om onderscheid te voorkomen in kleding, religieuze tekens en afkomst. Iedere rechter, maar ook iedere advocaat, draagt de toga, zodat een partij in een geding niet bevoordeeld of benadeeld wordt door de kwaliteit van de kleding van de rechters of advocaten of bijvoorbeeld de uiting van geloofsovertuiging door een van deze. Ieder is zijns opponents gelijke qua uiterlijk vertoon. Zwart is het symbool voor de afwijzing van ijdelheid; de witte kleur van de bef staat voor neutraliteit.
Hoewel de toga's van de verschillende ambtsdragers qua model allemaal gelijk zijn, vertonen ze wel (kleine) verschillen in uitvoering, die de leek niet opvallen, zoals afzetten met zijden biezen. In het algemeen geldt: hoe hoger de rechter, hoe meer franje. De patronen, volgens welke de toga's dienen te worden gemaakt, zijn in Nederland zeer gedetailleerd voorgeschreven en afgebeeld in het Koninklijk Besluit van 22 december 1997, het Kostuum- en titulatuurbesluit rechterlijke organisatie:
De toga is een lange wijde mantel met een staande kraag ter hoogte van ongeveer 4 cm, welke kraag aan de voorzijde in het midden een opening heeft van 8 cm. De toga is geheel gemaakt van zwarte stof, neerhangende tot ongeveer 10 cm boven de grond, in het midden van de achterzijde onder de kraag, evenals zijwaarts aan de bovenkant van de wijde mouwen, geplooid ingenomen, met aan de onderkant der mouwen omslagen ter breedte van ongeveer 20 cm en aan de voorzijde in het midden van boven tot onder om de 5 cm voorzien van een niet glimmende kleine zwarte knoop, een en ander in overeenstemming met de bij dit Reglement gevoegde afbeeldingen.
De toga wordt altijd gesloten gedragen. De Nederlandse toga wordt niet met de kleine sierknoopjes aan de buitenkant gesloten, maar met van de buitenkant onzichtbare grotere knopen aan de binnenkant. De bef wordt via een knoopje aan de toga bevestigd, dan wel met een strikje om de hals gestrikt. De bef bestaat uit twee reepjes stof van elk 30 cm lang en 10 cm breed. In de stof zijn 11 plooitjes geplisseerd. De plissé zijn meestal 5, 6 of 7mm. Het plisseren van stof wordt nog maar op 1 plaats gedaan in Nederland: Breda. De voorschriften omtrent de toga's en de bef gelden uitsluitend voor rechtszittingen. Op hun kantoren dragen rechterlijke ambtenaren en advocaten gewone burgerkleding. Bij sommige rechtszittingen, bijvoorbeeld bij zaken waarbij kinderen worden gehoord, kan de rechter beslissen, dat de toga niet behoeft te worden aangetrokken om het kind niet onnodig te verwarren. De toga wordt boven de normale kleding gedragen en is ondoorzichtig zodat van de normale kleding hooguit de schoenen zichtbaar zijn.
Oorspronkelijk hoorde bij de advocatentoga een baret. Deze was niet bedoeld om voortdurend gedragen te worden, maar werd alleen opgezet, als een advocaat het niet eens was met de opstelling van de rechter. Openlijk protesteren is voor een advocaat niet mogelijk, want bij zijn beëdiging heeft hij 'eerbied voor de rechterlijke macht' gezworen of beloofd. Als een advocaat met baret op zijn pleidooi voordroeg, heette dat 'met gedekt hoofd pleiten', dus 'over de hoofden van de aanwezigen heen'. Maar binnen de rechtbank ging het als een lopend vuurtje rond, dat een advocaat met die rechter een probleem had. Tegenwoordig is het dragen van een baret ongebruikelijk; het kledingstuk is niet verplicht en de meeste advocaten kennen het gebruik niet eens, laat staan dat zij een baret bezitten.

### In België

#### Advocaten
Het dragen van een toga is voor advocaten een wettelijke verplichting (artikel 441 van het Gerechtelijk Wetboek). In een Koninklijk besluit van 30 september 1968 wordt bepaald:
De toga die de advocaten dragen is van zwarte wollen stof, vooraan gesloten, met wijde mouwen en een witte geplooide bef. Hierop ligt, op de linkerschouder, de schouderversiering, een stuk in het midden gefronselde zwarte wollen stof, aan de uiteinden geboord met witte pels, die op de borst en de rug neerhangt. De advocaten mogen bovendien een zwart wollen baret dragen die met een fluwelen boordsel van dezelfde kleur is omzet.
De schouderversiering, ook wel epitoga genoemd, geeft aan dat de drager het diploma van licentiaat/master in de rechten bezit, en wordt dus ook gedragen door de rechter (met uitzondering van consulaire rechters). In de praktijk wordt deze meestal over de schouder gedragen in plaats van deels over de borst. Ook andere voorschriften uit het koninklijk besluit zijn door de jaren heen in onbruik geraakt. Zo worden toga's tegenwoordig ook uit andere stoffen dan wol vervaardigd, en dragen advocaten geen baret meer.
Advocaten moeten alleen een toga dragen wanneer zij in een rechtszaak verschijnen om een cliënt bij te staan of te vertegenwoordigen (bijvoorbeeld tijdens een openbare terechtzitting, in de raadkamer of in het kabinet van een jeugdrechter of van een onderzoeksrechter). Zij moeten dus geen toga dragen wanneer zij bijvoorbeeld een document willen indienen of opvragen bij de griffie van een rechtbank. Ook dragen advocaten gewoonlijk geen toga meer wanneer zij verschijnen en pleiten in een vredegerecht dat zich niet bevindt in een gerechtsgebouw waarin zich ook de "gewone" rechtbanken bevinden (zoals de rechtbank van eerste aanleg, de ondernemingsrechtbank of de arbeidsrechtbank).
Voor advocaten symboliseert de toga waardigheid, ernst en de gelijkheid die er tijdens de behandeling van een rechtszaak moet bestaan tussen de advocaten onderling (enerzijds) en tussen de advocaat en de rechter (anderzijds). Ook de rechter draagt immers een toga. Welnu, door het dragen van de toga stelt de advocaat zich op gelijke voet van de rechter. Hij weigert om zich tegenover de rechter onderdanig te gedragen. De rechter moet naar hem luisteren. In vroegere tijden werd deze houding van de advocaten nog treffender geïllustreerd doordat de advocaat zijn baret tijdens zijn pleidooien niet afzette (l'avocat plaide à tête couverte).

#### Magistratuur
De zittende magistratuur heeft recht op een toga met versierselen die verschillen naargelang het rechtscollege. Rechters in eerste aanleg, vrederechters en rechters in de politierechtbank dragen een toga met 2 banden uit satijn of zijde, die verticaal hangen. Raadsheren (rechters in het Hof van Beroep en het Hof van Cassatie) dragen bij protocollaire gelegenheden een rode toga. Op de borst worden eretekens en orden gedragen, vaak boven op een rabat van kant.
De procureur des Konings en zijn substituten dragen steeds een zwarte toga, magistraten bij het Hof van Beroep en het Hof van Cassatie dragen bij protocollaire gelegenheden een rode toga. De toga van de procureur-generaal is bovendien afgeboord met hermelijnbont.
Voorzitters van rechtbanken dragen eveneens een toga maar de kleur van de toga is afhankelijk van de functie die de voorzitter bekleedt. Een rode toga wordt gedragen wanneer de rechter het Hof van Assisen of het Hof van Cassatie voorzit en de koningsblauwe toga is gereserveerd voor de voorzitter van het Grondwettelijk Hof. Koningsblauw symboliseert de waarheid en de vrede. Het rood is de symbolische kleur van de (openbare) macht.
Bij de ceremoniële attributen van de magistratuur horen verder ook een baret en een paar witte handschoenen. Baret en handschoenen worden doorgaans in de hand gehouden en voor zich neergelegd, en niet gedragen.

#### Griffiers
De griffier draagt een toga met dezelfde versierselen als die van de zittende magistratuur van het rechtscollege waarbij hij zijn ambt vervult. Ook hier geldt dat in het alledaags gebruik enkel de zwarte toga wordt gedragen. Griffiers die geen rechtendiploma bezitten, hebben niet het recht om de epitoga te dragen.

#### Etiquette
In Belgische rechtbanken geldt de ongeschreven regel 'toga gaat voor': wie een toga draagt, hetzij advocaat, magistraat of griffier, krijgt voorrang wanneer hij een lokaal betreedt en de lift in- of uitstapt. Wie op dat moment geen toga draagt, betoont op die manier zijn respect voor het ambt dat de togadrager op dat ogenblik vervult, ook wanneer de niet-togadrager zelf een hoge magistraat is.

### In andere landen
De toga wordt ook in andere landen veel gebruikt, maar dikwijls met enige aanpassingen. Zo zijn in de Verenigde Staten van Amerika de toga voorzien van ritsen in plaats van knopen. Ook de kleur kan nogal variëren internationaal.